# Юнацький чемпіонат світу з важкої атлетики
Перший юнацький чемпіонат світу з важкої атлетики відбувся у 2009 році в місті Чіангмай (Таїланд). Після нього було проведено ще 5 чемпіонатів світу.

## Чемпіонати світу
| 1-й чемпіонат | 2009 | Чіангмай, Таїланд   |
| 2-й чемпіонат | 2011 | Ліма, Перу          |
| 3-й чемпіонат | 2012 | Кошиці, Словаччина  |
| 4-й чемпіонат | 2013 | Ташкент, Узбекистан |
| 5-й чемпіонат | 2015 | Ліма, Перу          |
| 6-й чемпіонат | 2016 | Пенанг, Малайзія    |